# Granica afgańsko-irańska
Granica afgańsko-irańska to granica międzypaństwowa dzieląca terytoria Afganistanu i Iranu, ciągnąca się na długości 936 km.
Terytoriami przygranicznymi są irańskie prowincje Chorasan-e Razawi, Chorasan Południowy oraz Sistan i Beludżystan, a także afgańskie prowincje Herat, Farah i Nimroz.
Północny odcinek granicy biegnie korytem rzeki Hari Rod. W dalszym swym biegu granica przecina okresowe jezioro Hamun-e Saberi.
Przebieg granicy w XIX wieku i na początku XX wieku był elementem tzw. wielkiej Gry pomiędzy Imperium Brytyjskim a carską Rosją.